# Пентаплоид
Пентаплоид је врста нумеричке аберације хромозома при којој телесна ћелија садржи пет гарнитура хромозома.